# NGC 1608
NGC 1608 je galaksija u zviježđu Biku.

## Vanjske poveznice
- SEDS: NGC 1608